# نيكولا بيليتش
نيكولا بيليتش (بالكرواتية: Nikola Pilić)‏ مواليد 27 أغسطس 1939 في سبليت، مملكة يوغوسلافيا، هو لاعب كرة مضرب كرواتي سابق بدأ مسيرته كمحترف سنة 1968 وكان يلعب باليد اليسرى، اعتزل اللعب في 1978. كما أنه أحد أبطال الجراند سلام. أعلى تصنيف له في الفردي كان المركز الـ 6 في سنة 1968.

## بطولات حققها
- بطولة أمريكا المفتوحة للتنس

## النهائيات

### الفردي: 1 (الوصافة 1)
| الحصيلة | السنة | البطولة                  | الأرضية | المنافس      | النتيجة       |
| ------- | ----- | ------------------------ | ------- | ------------ | ------------- |
| الوصافة | 1973  | دورة رولان غاروس الدولية | ترابية  | إيلي ناستاسي | 3–6, 3–6, 0–6 |

### الزوجي: 2 (الألقاب 1, الوصافة 1)
| الحصيلة | السنة | البطولة                     | الأرضية | الشريك          | المنافس              | النتيجة            |
| ------- | ----- | --------------------------- | ------- | --------------- | -------------------- | ------------------ |
| الوصافة | 1962  | ويمبلدون                    | عشبية   | بورو يوفانوفيتش | بوب هيويت فريد ستول  | 2–6, 7–5, 2–6, 4–6 |
| الفوز   | 1970  | بطولة أمريكا المفتوحة للتنس | عشبية   | بيير بارثس      | روي إيمرسون رود ليفر | 6–3, 7–6, 4–6, 7–6 |

## الميداليات
| الميدالية | المسابقة                        |
| --------- | ------------------------------- |
| ذهبية     | ألعاب البحر الأبيض المتوسط 1963 |
| برونزية   | ألعاب البحر الأبيض المتوسط 1963 |
| ذهبية     | الألعاب الجامعية الصيفية 1961   |
| فضية      | الألعاب الجامعية الصيفية 1961   |

## روابط خارجية
- نيكولا بيليتش على موقع IMDb (الإنجليزية)

- نيكولا بيليتش على موقع رابطة محترفي التنس (الإنجليزية)
- نيكولا بيليتش على موقع الاتحاد الدولي لكرة المضرب (الإنجليزية)
- نيكولا بيليتش على موقع كأس ديفيز (الإنجليزية)
- نيكولا بيليتش على موقع خلاصة التنس.كوم (الإنجليزية)